# Løbeild
Løbeild (originaltitel Catching Fire) er en ungdomsroman fra 2009 skrevet af den amerikanske forfatter Suzanne Collins. Romanen er andet bind i trilogien The Hunger Games og er således fortsættelsen af Dødsspillet. Romanen blev udgivet året efter i Danmark af forlaget Gyldendal.
Romanen modtog ved udgivelsen overvejende positiv kritik, og blev af Time Magazine inkluderet på listen over de ti bedste romaner i 2009..
Romanen blev filmatiseret i 2013 og blev modtaget godt af anmelderne.[kilde mangler]

## Handling
Kattua er nu sluppet ud af arenaen i live, men da det næste Dødsspil skal begynde, får hun den mest grufulde nyhed: Hun skal i arenaen igen.
Kattua er endelig kommet hjem til Distrikt 12, og er flyttet ind i Vinderbyen. Hun tror, at hun skal være mentor til børnene i Jubilæumsspillet (det 75. Dødsspil), men præsident Snow trækker den gule Jubilæumskuvert op, og læser de regler som Capitol lavede for det 75. Dødsspil, da Spillet endnu var ungt – sonerne skal trækkes blandt de nuværende vindere fra hvert Distrikt, og da Kattua er den eneste nulevende kvindelige vinder, indser hun, at hun skal tilbage til arenaen. Da Peeta melder sig frivilligt i stedet for Haymitch, beslutter hun sig for at lade Peeta vinde. Så nu må Kattua kæmpe mod de mest erfarne vindere med livet som indsats.